# Parafia Najświętszego Imienia Jezus we Wrocławiu
Parafia Najświętszego Imienia Jezus we Wrocławiu znajduje się w dekanacie Wrocław Katedra w archidiecezji wrocławskiej.   Obsługiwana przez kapłanów archidiecezjalnych. Erygowana w XVI wieku. Mieści się przy Placu Nankiera.

## Obszar parafii
Parafia obejmuje ulice; Biskupia, Cybulskiego, Drobnera (nr. 4, 6, 10), Dubois, Garbary (nr 9), Grodzka (nr. 5-7), Henryka Brodatego, Jagiełły, Kaznodziejska, Kotlarska (nr. 2-41), Krawiecka, Krowia, Kurkowa (nr. 14, 21-29), Kuźnicza (nr. 17-56), Łaciarska (nr. 5-11, nr. 36, 39, 59, 59a, 59b), Łokietka, św. Marii Magdaleny, Nożownicza, Odrzańska (nr. 8-18/19a), Oławska (nr. 6-28, 19, 23, 29), Otwarta, pl. św. Macieja (nr. 1-2, 11-21), pl. Nankiera (nr. 16 i 17), Pomorska (nr. 2-26, 9-43), Rostafińskiego, Rydygiera (nr. 3-37), Szewska (nr. 18-52), Śrutowa, Uniwersytecka, pl. Uniwersytecki, Wąska, Więzienna (nr. 5-21a, b, c), Wita Stwosza (nr. 12a-19/20, 37-44), Ks. Witolda, Zyndrama z Maszkowic, Żiżki.